# دختر دل‌شکسته
«دختر دل‌شکسته» (به انگلیسی: Broken-Hearted Girl) تک‌آهنگی از هنرمند اهل ایالات متحده آمریکا بیانسه است که در ۲۸ اوت ۲۰۰۹ منتشر شد. این تک‌آهنگ در آلبوم من...ساشا فیرس هستم قرار داشت.